# 矢嶋健二
矢嶋 健二（やしま けんじ、1980年10月7日-）は、日本の実業家。京都府出身。
IP（intellectual property＝知的財産）を活用したマーケティング・プロモーション型の日本の芸能プロダクションである株式会社TWIN PLANETの代表取締役社長であり創業者。
2016年からクルーズ株式会社（東証JASDAQ）の取締役も務める。

## 略歴
- 2004年、株式会社つばさレコーズ（現つばさプラス）代表取締役に就任。
- 2006年、TWIN PLANETを創業、代表取締役に就任。
- 2016年、クルーズ株式会社、取締役に就任。

## 人物
2012年11月4日にモデルの矢野未希子と結婚。交際半年で結婚に至った。2013年9月15日に結婚式を挙げた。

## 参考
- 沿革 TSUBASA GROUP
- クルーズ株式会社（CROOZ,Inc.）取締役・執行役員一覧
- （日経トレンディ2024年3月号）「ヒト・モノ・コトをコンテンツ化する」
- （社長名鑑）IP（知的財産権）の価値を最大化させる「IPプロダクション」エンターテインメント分野において幅広い事業を展開する社長の目指す未来
- （Forbes JAPAN）「ギャル」に目をつけた共感マーケの先駆者が語る、これからのエンタメに必要な視点
- （日本経済新聞：日経BP社）アフターコロナのアイドル　脱・事務所、SNSで輝き ツインプラネット・矢嶋健二社長に聞く
- （電通報）鈴木おさむ×矢嶋健二が語る、新時代のタレント論
- （日刊SPA：週刊SPA）コロナ禍でも所属タレントを増やし続ける、芸能プロダクション代表の武器とは